# Championnats d'Europe de VTT 2021
Navigation
2020 2022
Les championnats d'Europe de VTT 2021 ont lieu entre le 20 juin et le 12 décembre 2021, dans différents lieux en Europe. Ils sont organisés par l'Union européenne de cyclisme (UEC).

## Lieux des championnats
Les championnats ont lieu dans les villes suivantes :
- Evolène : 20 juin (cross-country marathon)
- Vielha : 26 juin (cross-country ultra marathon)
- Maribor : 6-8 août (descente)
- Novi Sad  : 12-15 août (cross-country, cross-country eliminator, relais par équipes mixte)
- Dunkerque : 12 décembre (beachrace)

## Programme
- Jeudi 12 août
  - 17:00 Cross-country relais mixte

- Vendredi 13 août
  - 18:30 Finales cross-country eliminator femmes et hommes

- Samedi 14 août
  - 11:00 Cross-country hommes juniors
  - 13:00 Cross-country femmes juniors
  - 16:00 Cross-country hommes moins de 23 ans

- Dimanche 15 août
  - 10:30 Cross-country femmes moins de 23 ans
  - 13:00 Cross-country femmes élites
  - 16:00 Cross-country hommes élites[2]

## Résultats

### Cross-country
| Épreuves               | Or                                                                                               | Argent                                                                                               | Bronze                                                                          |
| ---------------------- | ------------------------------------------------------------------------------------------------ | --- | ------------------------------------------------------------------------------- |
| Hommes                 | Lars Forster                                                                                     | Sebastian Fini                                                                                       | Filippo Colombo                                                                 |
| Hommes                 | 1 h 26 min 30 s                                                                                  | + 3 s                                                                                                | + 4 s                                                                           |
| Hommes moins de 23 ans | Joel Roth                                                                                        | Juri Zanotti                                                                                         | David List                                                                      |
| Hommes moins de 23 ans | 1 h 16 min 36 s                                                                                  | + 1 s                                                                                                | + 2 s                                                                           |
| Hommes juniors         | Oleksandr Hudyma                                                                                 | Roman Holzer                                                                                         | Alexandre Martins                                                               |
| Hommes juniors         | 1 h 6 min 43 s                                                                                   | + 37 s                                                                                               | + 54 s                                                                          |
| Femmes                 | Pauline Ferrand-Prévot                                                                           | Anne Terpstra                                                                                        | Anne Tauber                                                                     |
| Femmes                 | 1 h 26 min 36 s                                                                                  | + 1 min 16 s                                                                                         | + 1 min 36 s                                                                    |
| Femmes moins de 23 ans | Mona Mitterwallner                                                                               | Puck Pieterse                                                                                        | Ronja Eibl                                                                      |
| Femmes moins de 23 ans | 1 h 13 min 31 s                                                                                  | + 1 min 0 s                                                                                          | + 1 min 37 s                                                                    |
| Femmes juniors         | Line Burquier                                                                                    | Sara Cortinovis                                                                                      | Lea Huber                                                                       |
| Femmes juniors         | 1 h 4 min 58 s                                                                                   | + 15 s                                                                                               | + 57 s                                                                          |
| Relais mixte           | Italie Luca Braidot Filippo Agostinacchio Martina Berta Sara Cortinovis Marika Tovo Juri Zanotti | Suisse Vital Albin Nils Aebersold Alessandra Keller Jacqueline Schneebeli Lea Huber Alexandre Balmer | Allemagne Leon Kaiser Lars Gräter Nina Benz Finja Lipp Ronja Eibl Niklas Schehl |
| Relais mixte           | 1 h 8 min 6 s                                                                                    | + 18 s                                                                                               | + 34 s                                                                          |

### Cross-country eliminator
| Épreuves | Or             | Argent         | Bronze       |
| -------- | -------------- | -------------- | ------------ |
| Hommes   | Jeroen van Eck | Lorenzo Serres | Joel Burman  |
| Femmes   | Gaia Tormena   | Fem van Empel  | Iryna Popova |

### Cross-country marathon
| Épreuves | Or              | Argent          | Bronze          |
| -------- | --------------- | --------------- | --------------- |
| Hommes   | Andreas Seewald | Samuele Porro   | Martin Stosek   |
| Femmes   | Natalia Fischer | Steffi Häberlin | Ramona Forchini |

### Cross-country ultra marathon
| Épreuves | Or                  | Argent                 | Bronze            |
| -------- | ------------------- | ---------------------- | ----------------- |
| Hommes   | Philip Handl        | Llibert Mill Garcia    | Dominik Schwaiger |
| Femmes   | Anna Ramírez Bauxel | Ramona Gabriel Batalla | Marta Tora Mila   |

### Descente
| Épreuves       | Or              | Argent           | Bronze               |
| -------------- | --------------- | ---------------- | -------------------- |
| Hommes         | Loris Vergier   | Benoît Coulanges | Danny Hart           |
| Hommes juniors | Jordan Williams | Davide Cappello  | Maximilian Oberhofer |
| Femmes         | Monika Hrastnik | Eleonora Farina  | Veronika Widmann     |
| Femmes juniors | Izabela Yankova | Sophie Gutöhrle  | Kine Haugom          |

### Beachrace
| Épreuves | Or                   | Argent          | Bronze            |
| -------- | -------------------- | --------------- | ----------------- |
| Hommes   | Samuel Leroux        | Rick van Breda  | Coen Vermeltfoort |
| Femmes   | Pauliena Rooijakkers | Riejanne Markus | Rozanne Slik      |